# El Hadary Raheriniaina
Ahmad El Hadary Ylan Clauvis Raheriniaina (Mahajanga, 19 agosto 2006) è un calciatore malgascio, attaccante del Paris FC Under-19 e della nazionale malgascia.

## Carriera

### Club
Cresciuto nelle giovanili dell'Ajesaia, ha debuttato in prima squadra, militante nella prima divisione del Madagascar, nel 2021. Un anno più tardi è passato al Saint-Michel United, club della prima divisione delle Seychelles, dove ha trascorso due stagioni.
Nel novembre del 2024 è stato acquistato dal Paris FC, club della seconda divisione francese, che lo ha assegnato alla propria formazione Under-19.

### Nazionale
Nel 2023 ha partecipato con la nazionale malgascia ai Giochi delle isole dell'Oceano Indiano. Ha debuttato il 24 agosto nella partita della fase a gironi vinta 1-0 contro le Seychelles ed ha segnato i suoi primi gol sette giorni più tardi realizzando una doppietta nel successo per 4-2 contro le Comore.

## Statistiche

### Cronologia presenze e reti in nazionale
| Cronologia completa delle presenze e delle reti in nazionale ― Madagascar | Cronologia completa delle presenze e delle reti in nazionale ― Madagascar | Cronologia completa delle presenze e delle reti in nazionale ― Madagascar | Cronologia completa delle presenze e delle reti in nazionale ― Madagascar | Cronologia completa delle presenze e delle reti in nazionale ― Madagascar | Cronologia completa delle presenze e delle reti in nazionale ― Madagascar | Cronologia completa delle presenze e delle reti in nazionale ― Madagascar | Cronologia completa delle presenze e delle reti in nazionale ― Madagascar |
| Data                                                                      | Città                                                                     | In casa                                                                   | Risultato                                                                 | Ospiti                                                                    | Competizione                                                              | Reti                                                                      | Note                                                                      |
| ------------------------------------------------------------------------- | ------------------------------------------------------------------------- | ------------------------------------------------------------------------- | ------------------------------------------------------------------------- | ------------------------------------------------------------------------- | ------------------------------------------------------------------------- | ------------------------------------------------------------------------- | ------------------------------------------------------------------------- |
| 24-8-2023                                                                 | Antananarivo                                                              | Madagascar                                                                | 1 – 0                                                                     | Seychelles                                                                | Giochi delle isole dell'Oceano Indiano 2023 - 1º turno                    | -                                                                         | 70’                                                                       |
| 26-8-2023                                                                 | Antananarivo                                                              | Madagascar                                                                | 1 – 1                                                                     | Mauritius                                                                 | Giochi delle isole dell'Oceano Indiano 2023 - 1º turno                    | -                                                                         | 46’                                                                       |
| 31-8-2023                                                                 | Antananarivo                                                              | Madagascar                                                                | 4 – 2                                                                     | Comore                                                                    | Giochi delle isole dell'Oceano Indiano 2023 - Semifinale                  | 2                                                                         | 93’                                                                       |
| 2-9-2023                                                                  | Antananarivo                                                              | Madagascar                                                                | 1 – 0 dts                                                                 | La Riunione                                                               | Giochi delle isole dell'Oceano Indiano 2023 - Finale                      | -                                                                         |                                                                           |
| 14-10-2023                                                                | Mohammédia                                                                | Madagascar                                                                | 1 – 2                                                                     | Mauritania                                                                | Amichevole                                                                | -                                                                         |                                                                           |
| 17-11-2023                                                                | Kumasi                                                                    | Ghana                                                                     | 1 – 0                                                                     | Madagascar                                                                | Qual. Mondiali 2026                                                       | -                                                                         | 71’                                                                       |
| 20-11-2023                                                                | Oujda                                                                     | Ciad                                                                      | 0 – 3                                                                     | Madagascar                                                                | Qual. Mondiali 2026                                                       | -                                                                         | 67’                                                                       |
| 22-3-2024                                                                 | Antananarivo                                                              | Madagascar                                                                | 1 – 0                                                                     | Burundi                                                                   | Amichevole                                                                | -                                                                         | 67’                                                                       |
| 25-3-2024                                                                 | Antananarivo                                                              | Madagascar                                                                | 0 – 2                                                                     | Ruanda                                                                    | Amichevole                                                                | -                                                                         | 46’                                                                       |
| 5-9-2024                                                                  | Radès                                                                     | Tunisia                                                                   | 1 – 0                                                                     | Madagascar                                                                | Qual. Coppa d'Africa 2025                                                 | -                                                                         | 77’                                                                       |
| 9-9-2024                                                                  | Radès                                                                     | Madagascar                                                                | 1 – 1                                                                     | Comore                                                                    | Qual. Coppa d'Africa 2025                                                 | -                                                                         | 63’ 86’                                                                   |
| 11-10-2024                                                                | Casablanca                                                                | Madagascar                                                                | 1 – 1                                                                     | Gambia                                                                    | Qual. Coppa d'Africa 2025                                                 | -                                                                         | 71’                                                                       |
| 14-10-2024                                                                | El Jadida                                                                 | Gambia                                                                    | 1 – 0                                                                     | Madagascar                                                                | Qual. Coppa d'Africa 2025                                                 | -                                                                         | 70’                                                                       |
| 14-11-2024                                                                | Pretoria                                                                  | Madagascar                                                                | 2 – 3                                                                     | Tunisia                                                                   | Qual. Coppa d'Africa 2025                                                 | -                                                                         | 46’                                                                       |
| 18-11-2024                                                                | Al Hoceima                                                                | Comore                                                                    | 1 – 0                                                                     | Madagascar                                                                | Qual. Coppa d'Africa 2025                                                 | -                                                                         | 67’                                                                       |
| 19-3-2025                                                                 | Casablanca                                                                | Rep. Centrafricana                                                        | 1 – 4                                                                     | Madagascar                                                                | Qual. Mondiali 2026                                                       | -                                                                         | 66’                                                                       |
| 24-3-2025                                                                 | Al Hoceima                                                                | Madagascar                                                                | 0 – 3                                                                     | Ghana                                                                     | Qual. Mondiali 2026                                                       | -                                                                         | 69’                                                                       |
| 8-6-2025                                                                  | Orléans                                                                   | RD del Congo                                                              | 3 – 1                                                                     | Madagascar                                                                | Amichevole                                                                | 1                                                                         |                                                                           |
| Totale                                                                    |                                                                           | Presenze                                                                  | 18                                                                        |                                                                           | Reti                                                                      | 3                                                                         |                                                                           |

## Palmarès

### Nazionale
- Giochi delle isole dell'Oceano Indiano: 1

2023